# Kevin Roche
Pour les articles homonymes, voir Roche (homonymie).
Eamonn Kevin Roche, né le 14 juin 1922 à Dublin en Irlande et mort le 1er mars 2019 à Guilford dans le Connecticut, est un architecte irlando-américain. 

## Biographie
Kevin Roche est né à Dublin mais élevé à Mitchelstown dans le comté de Cork.
Il étudie à l'université nationale d'Irlande et est diplômé en 1945. Il part aux États-Unis et suit, pendant un semestre seulement, l'enseignement de l'architecte allemand Ludwig Mies van der Rohe à l'Institut de technologie de l'Illinois (Illinois Institute of Technology ; IIT) à Chicago. Il travaille à partir de 1950 avec Eero Saarinen jusqu'à la mort de ce dernier en 1961. Il prend la direction de l'agence en association avec John Dinkeloo (en). 
Il est réputé pour son architecture en verre. 
Il reçoit en 1982 le prix Pritzker à l'Art Institute of Chicago.
Il meurt le 1er mars 2019 à l'âge de 96 ans.

## Réalisations

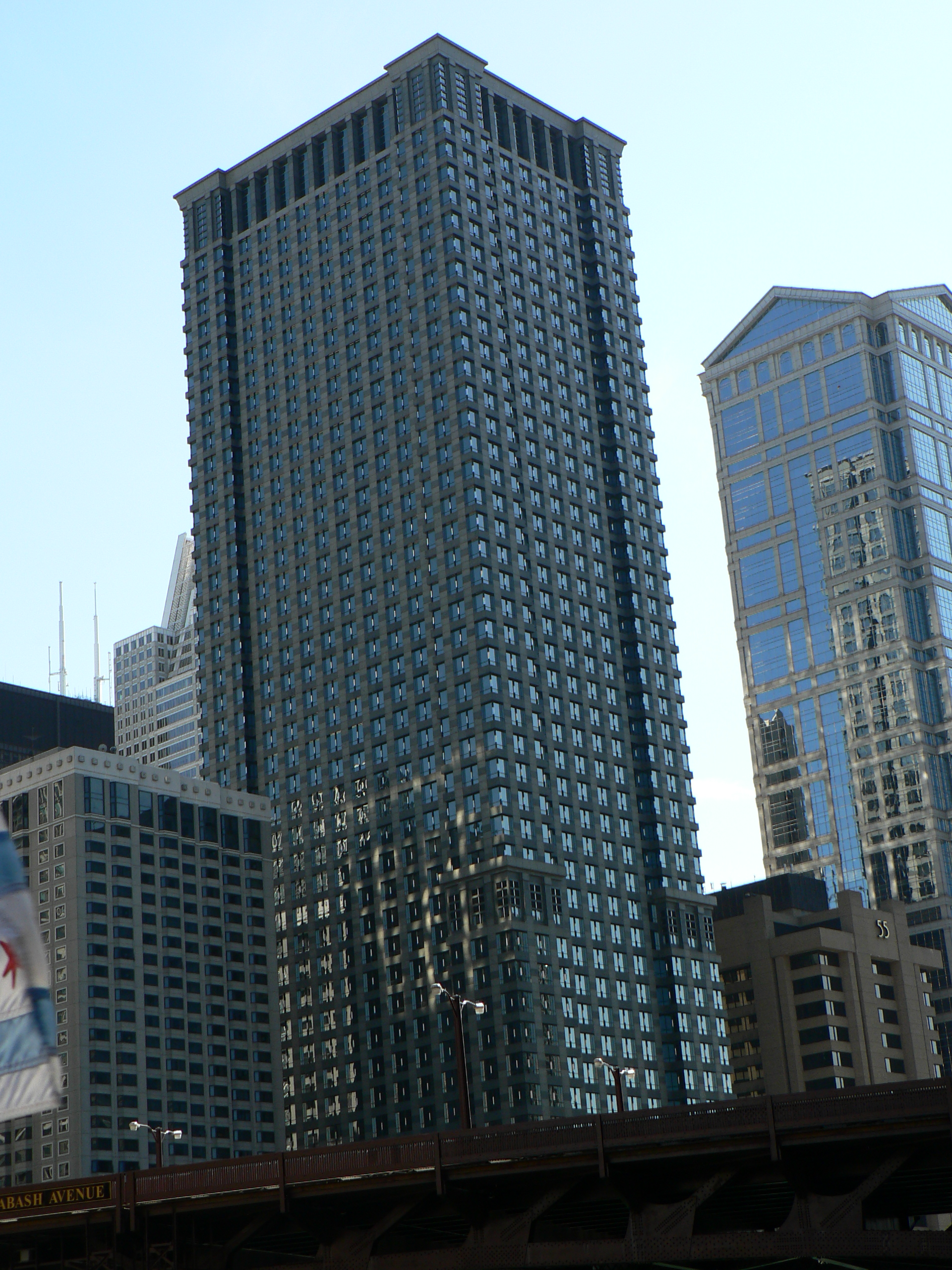
Leo Burnett Building (Chicago).

- 1963–1968 : siège de la fondation Ford à New York ;
- 1966–1969 : musée de Californie à Oakland ;
- 1970 : siège des Chevaliers de Colomb à New Haven (Connecticut) ;
- 1972 : ensemble de bureaux The Pyramids à Indianapolis ;
- 1973 : centre d'arts de l'université wesleyenne à Middletown (Connecticut) ;
- 1974 : Centre des beaux-arts de l'université du Massachusetts à Amherst (Massachusetts) ;
- 1975 : pavillon Lehman au Metropolitan Museum of Art à New York ;
- 1976 : siège de l'UNICEF à New York ;
- 1977–1982 : siège de la General Foods Corporation à New York ;
- 1983 : siège de l'entreprise de moteurs Cummins à Columbus (Indiana) ;
- 1983–1992 : Challenger, siège de Bouygues à Guyancourt ; dans les Yvelines (avec Roger Saubot) ;
- 1986 : 31 West 52nd Street à New York ;
- 1989 : Leo Burnett Building à Chicago ;
- 1989 : 60 Wall Street à New York ;
- 1992 : Bank of America Plaza (Atlanta) à Atlanta ;
- 1995 : DN Tower 21 à Tokyo ;
- 1996 : Millenia Tower à Singapour ;
- 1997 : Centennial Tower à Singapour ;
- 2001 : Star Tower, Gangnam Finance Center à Séoul en Corée du sud ;
- 2003 : Shiodome City Center à Tokyo ;
- 2003 : Panasonic Electric Works Tokyo Headquarters Building à Tokyo.